# يوهان كريستيان براندس
يوهان كريستيان براندس (بالألمانية: Johann Christian Brandes)‏ (و. 1735 – 1799 م) هو ملحن، وكاتب مسرحي، وكاتب، وممثل مسرحي ألماني، ولد في شتتين، توفي في برلين، عن عمر يناهز 64 عاماً.

## روابط خارجية
- يوهان كريستيان براندس على موقع ميوزك برينز (الإنجليزية)